# Augusto Frederico de Sousa Pinto
Augusto Frederico de Sousa Pinto (Rio Grande do Sul) foi um advogado e político brasileiro.
Bacharel em direito.
Foi deputado à Assembleia Legislativa Provincial de Santa Catarina na 20ª legislatura (1874 — 1875) e na 25ª legislatura (1884 — 1885), porém depurado.
Foi promotor público em Tubarão (1876 — 1878).